# Нифон (Кривяну)
Митрополи́т Ни́фон (рум. Mitropolit Nifon, в миру Григо́рие Кривя́ну, рум. Grigorie Criveanu; 20 февраля 1889 — 14 июня 1970) — епископ Румынской православной церкви, архиепископ Крайовский и митрополит Олтенский.

## Биография
Родился 20 февраля 1889 года в коммуне Слэтьоара в уезде Олт в семье учителя Илие Кривяну. Он учился в начальной школе в родном селе, проявив себя как ребенок с необычным интеллектом. Родители видя его способности и наклонности, отправили его в Бухарест, где он поступил в Центральную духовную семинарию, где он проучился с 1902 по 1910 год. После окончания семинарных курсов молодой Григоре Кривяну поступил в Бухарестский богословский факультет, который окончил в качестве ведущего студента курса в 1914 году.
Всего через два года после окончания университетского образования он женился и был рукоположен в сан священника, после чего служил в качестве помощника священника в Церкви Луки в Бухаресте. В 1922 году становится приходом церкви Popa Soare, где он развил миссионерско-пастырскую деятельность благодаря своим многочисленным публикациям. По рекомендации Богословского факультета отправлен Патриархией с стипендией на три года (1924—1927) в Монпелье и Париж. И здесь он продолжал писать, публикуясь различными журналами богословского характера, вступая в непосредственный контакт с значимыми западными богословами того времени. После возвращения в Румынию священник Григорий Кривяну назначен по предложению Патриарха Мирона (Кристя), профессором и директором столичного семинара имени митрополита Нифона.
В 1927 году после преждевременной смерти жены священник Григорий Кривяну принимает монашество в Монастыре Черника с наречением имени Нифон. Вскоре после этого, по предложению Патриарха Мирона (Кристи), иеромонах Нифон Кривяну возведён в сан архимандрита и назначен настоятелем Монастыря Черника.
В сентябре 1928 года решением Священного Синода Румынской православной церкви он был избран викарием Рымникской и Ново-Северинской епархии, которую возглавлял епископ Варфоломей (Стэнеску), с титулом «Крайовский». Его епископская хиротония состоялась 17 февраля 1929 года. Руководил епархиальной типографией «Cozia». Здесь епископ Нифон осуществлял культурную деятельность, способствуя своим многочисленным публикациям в продвижении богословских ценностей среди верующих, посредством значимых сочинений, различных брошюр, календарей и пастырских икон. Он внимательно следил за повышением уровня подготовки учеников семинарии в рамках богословской семинарии имени Святого Николая в Рымнике. Среди книг, напечатанных будущим митрополитом Олтении в Рымнике, — работа под названием «Размышления и максимум жизни» (Cugetări şi maxime pentru viaţă), которая пользовалась многочисленными оценками, была переиздана в 1967 году, в разгар коммунистического периода.
19 октября 1933 года епископ Нифон, викарий Рымникской епархии, был избран Синодальным голосованием на должность правящего архиерея Хушской епархии и получил полную инвестуру 11 марта того же года. 12 марта состоялась его интронизация.
Проблема возрождения митрополии Олтении была доведена до сведения короля Кароля II политиками Олтении (Константин Аргетояну, Георге Татарэску, Вирджил Потыркэ, Константин Басараб-Брынковяну и др.). 7 ноября 1939 года король Румынии Кароль подписал официальный указ о возрождении Олтенской митрополи, спустя более 400 лет после последней аттестации. Новая епархия состояла из Крайовской архиепископии (с пятью юрисдикционными округами: Мехединцами, Должом, Горжем, Вылча и Роман), Арджешская епархия (с округами Олт и Арджеш). Церковь Святого Думитру в Крайове стала митрополичьим собором, а епископ Ириней (Михэлческу) был избран в качестве временного управляющего Крайовской архиепископией, начиная с 12 ноября 1939 года. 12 декабря 1939 года святой Синод избрал епископа Хушского Нифона в качестве митрополита Олтенского и архиепископа Крайовского. 21 декабря того же года состоялось его торжественная интронизация.
В качестве митрополита Олтении, стремился в первую очередь оживить культурную жизнь своей епархии и помог повысить ценность религиозного образования в начальных и средних школах. Кроме того, была подчеркнута миссионерская деятельность Церкви путем организации многочисленных курсов, в рамках которых были подготовлены миссионеры-миряне, работали вместе с священниками и монахами в больницах, тюрьмах, а также в лагерях политических заключенных по всей Олтении.
11 февраля 1940 года при непосредственной помощи священника Георге Деметреску из церкви «Святой Георгий — Старый» в Крайове митрополит Нифон открыл на церковном дворе школьную столовую «Любовь к соседу», где ежедневно обедали 120 детей. О деятельности этих социальных столовых, основанных митрополитом Нифоном, Алексей Бузера, бывший учитель музыки факультета теологии Крайова, как свидетель тех времен, свидетельствует: «Я помню тот период, когда я, будучи учеником начальной школы в селе Вылча, в коммуне Кэлник, жудец Горж, между 11 и 12 часами утра вместе с другими коллегами ходил в столовую вместе с г-жой Марией Новак или г-ном Ионом Пую из прихода „святого Николая“ из Vâlceaua мы ели, затем каждый из нас ходил к своим семьям, эти действия повторялись ежедневно. Также достопочтенный Владика через приходы оценил пастырскую деятельность румынской армии, снабдив ее шерстяной одеждой и оказав ей религиозную помощь через священников-миссионеров, иногда в сопровождении хора собора Святого Димитрия в Крайове, который он пел в Одессе, подбадривая солдат и принося им радость в сердцах».
После установления в Румынии коммунистического правительства во главе с Петру Грозой 57-летний митрополит Нифон был вынужден уйти на покой 20 апреля 1945 года. Согласно тому же указу, Рымникское епископство должно было быть восстановлено, временным управляющим которого был назначен викарный епископ Бырлэдянский Афанасий (Динкэ). Несмотря на то, что он доказал свою невиновность и получил временное восстановление в должности, митрополит Олтении был, однако, отстранен от того, что «слишком громко выступал против Советского Союза».
Некоторое время митрополит Нифон бежал в родную общину в Скэришоаре, посещая олтенские монастыри, настоятелями которых ещё были его бывшие сотрудники. Через некоторое время МИТРОПОЛИТ Нифон был вынужден покинуть свой родной город и поехать в столицу. Здесь ему было допущено, что он служил в Монастыре Антим, когда это было возможно как архиерей. 22 мая 1949 года, после совершения Божественной литургии в церкви Амзы в столице, бывший митрополит выступил с яростной проповедью против коммунистического режима. После этого его ситуация ухудшилась, и Секуритате стала ещё пристальней следить да ним. В последнее время своей жизни митрополит Нифон был вынужден прекратить покидать помещение монастыря Черника, где он скончался 14 июня 1970 года. Похоронен на кладбище монастыря.